# Green chaud
Le Green chaud est un cocktail comprenant du chocolat chaud, du lait, un peu de sucre et de la chartreuse verte.

## Origines
Au début du XXIe siècle, l'usage d'offrir un Green chaud aux invités des traditionnels « pots d’accueil » s'est instauré dans les stations de ski des Alpes françaises, où ce cocktail paraît avoir acquis le statut de boisson identitaire des sports d’hiver,,,,.